# Lei Tingjie
Lei Tingjie (in cinese 雷挺婕; Chongqing, 13 marzo 1997) è una scacchista cinese, Grande Maestro.
È stata sfidante nel Campionato del mondo femminile di scacchi 2023, tra Chongqing e Shanghai, dove ha perso con il punteggio di 6,5-5,5 a favore della Ju Wenjun. 
Nel 2014 giunge al terzo posto per spareggio tecnico nel Campionato Cinese femminile. Nello stesso anno vince la quarta edizione del China Women Masters Tournament a Wuxi e ottiene il titolo di Grande Maestro Femminile.

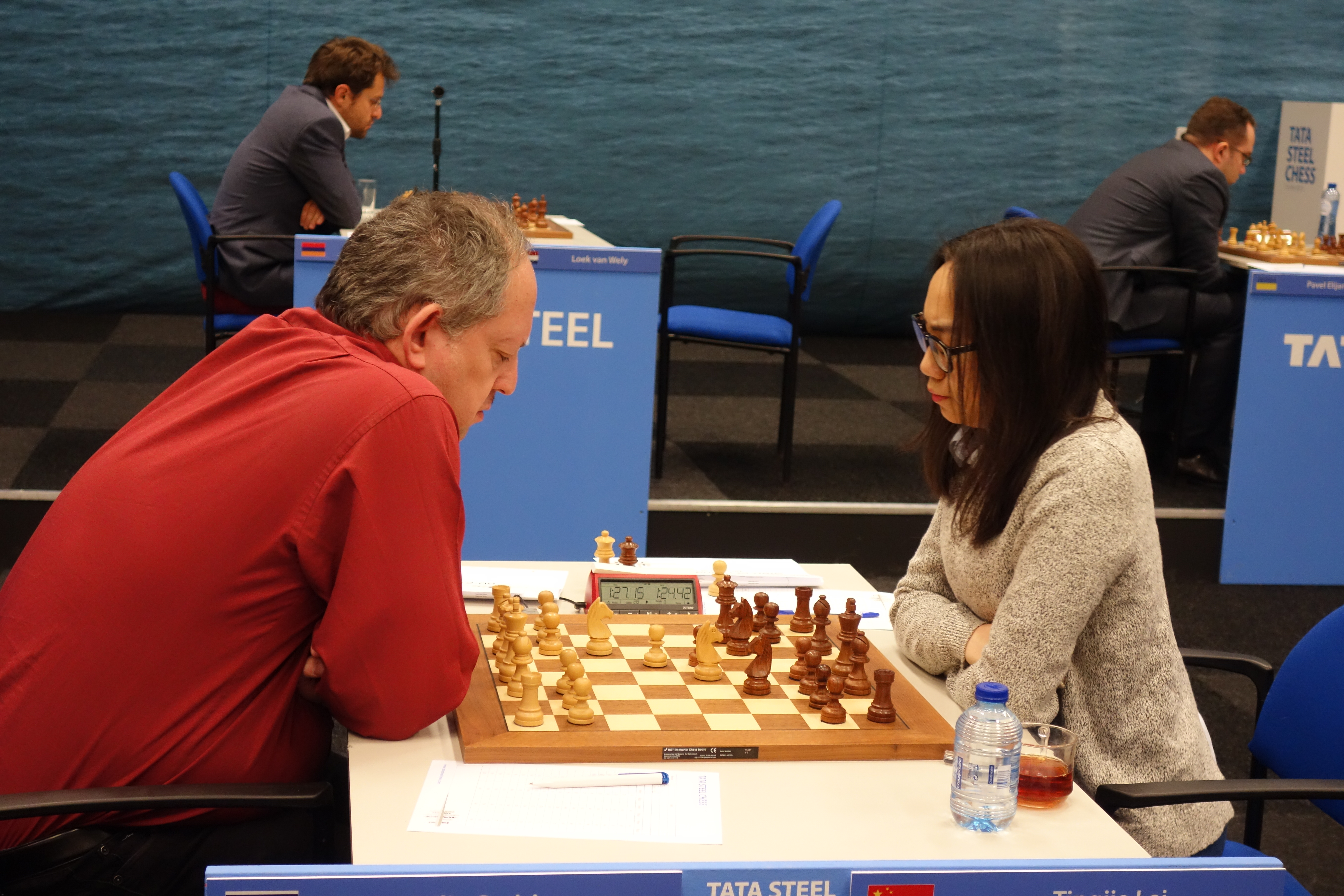
Lei Tingjie affronta Ilia Smirin durante l'edizione 2017 del Torneo Tata di Wijk aan Zee

Nel 2015 è prima nel torneo femminile dell'Open di Mosca, precedendo la campionessa mondiale juniores Aleksandra Gorjačkina.. 
Ha partecipato al Campionato del mondo femminile di scacchi 2015, eliminata al secondo turno da Humpy Koneru. 
In dicembre giunge 1º-5º assieme a Oleksandr Zubarjev, Oleksandr Bortnyk, Jure Skoberne e Maximilian Neef nel 32mod Böblingen International Open con 7 punti su 9.
Nel 2016 ha giocato per la squadra cinese vincitrice della medaglia d'oro nella Asian Nations Cup a Dubai..
Nel marzo 2017 ha ottenuto il titolo di Grande Maestro.
In maggio giunge al 1º posto nel Campionato Cinese Femminile.
Nel gennaio 2018 ha vinto il XLIII Torneo Abierto “Ciudad de Sevilla” con 8 su 9, mezzo punto di vantaggio sull'italiano Danyyil Dvirnyy, l'indiano Mishra Swayams e il russo Evgenij Glejzerov.
Tra agosto e settembre 2018 partecipa al Campionato asiatico a squadre femminile ottenendo 3 punti nelle 5 partite giocate (+2 =2 -1), la Cina si aggiudica l'evento.
In ottobre vince con la Cina le Olimpiadi e la medaglia d'argento individuale.
Nel novembre 2021 vince con 9 punti su 11 il FIDE Grand Swiss femminile, successo che le vale l'accesso al Torneo delle candidate del 2022-2023 che vince battendo in finale Tan Zhongyi .
Il suo record nel rating mondiale FIDE lo ottiene nel maggio 2023 con 2554 punti Elo, al 5º posto al mondo e al 2º in Cina.